# Маріуш Домбровський
Маріуш Домбровський (пол. Mariusz Dąbrowski; нар. 18 листопада 1976, Кошалін, Кошалінський повіт, Західнопоморське воєводство) — польський борець вільного стилю, учасник чотирьох чемпіонатів світу, двох чемпіонатів Європи та Олімпійських ігор.

## Життєпис
Боротьбою почав займатися з 1988 року. Розпочав міжнародну кар'єру з 6 місця на юніорському чемпіонаті світу (1994). На чемпіонаті світу 1998 року був 11-м, на чемпіонаті Європи 1999 року — 7-м. Чемпіон Польщі (1998). На сіднейській Олімпіаді 2000 року виступав у ваговій категорії до 69 кг — підгрупі поступився з рахунком 0:7 Йосвані Санчесу (Куба) і 2:3 Петару Касабову (Болгарія) і вибув з турніру, посівши в підсумку 18 місце.
Виступав за спортивний клуб ZKS Кошалін. Тренери — Адам Садлик (клуб) та Зигмунт Крет (збірна).
Закінчив Основну професійну школу (маляр).

## Спортивні результати на міжнародних змаганнях

### Виступи на Олімпіадах
| Змагання                    | Збірна | Вагова категорія          | Місце |
| --------------------------- | ------ | ------------------------- | ----- |
| Літні Олімпійські ігри 2000 | Польща | вільна боротьба, до 69 кг | 18    |

### Виступи на Чемпіонатах світу
| Змагання                        | Збірна | Вагова категорія          | Місце |
| ------------------------------- | ------ | ------------------------- | ----- |
| Чемпіонат світу з боротьби 1997 | Польща | вільна боротьба, до 69 кг | 25    |
| Чемпіонат світу з боротьби 1998 | Польща | вільна боротьба, до 69 кг | 11    |
| Чемпіонат світу з боротьби 1999 | Польща | вільна боротьба, до 69 кг | 21    |
| Чемпіонат світу з боротьби 2001 | Польща | вільна боротьба, до 69 кг | 32    |

### Виступи на Чемпіонатах Європи
| Змагання                         | Збірна | Вагова категорія          | Місце |
| -------------------------------- | ------ | ------------------------- | ----- |
| Чемпіонат Європи з боротьби 1999 | Польща | вільна боротьба, до 69 кг | 7     |
| Чемпіонат Європи з боротьби 2001 | Польща | вільна боротьба, до 69 кг | 12    |

### Виступи на Чемпіонатах світу серед студентів
| Змагання                                        | Збірна | Вагова категорія          | Місце |
| ----------------------------------------------- | ------ | ------------------------- | ----- |
| Чемпіонат світу з боротьби серед студентів 1996 | Польща | вільна боротьба, до 68 кг | 5     |

### Виступи на інших змаганнях
| Змагання                                                      | Збірна | Вагова категорія          | Місце  |
| ------------------------------------------------------------- | ------ | ------------------------- | ------ |
| Кубок п'яти континентів FILA 1998                             | Польща | вільна боротьба, до 69 кг | 6      |
| Міжнародний меморіал Дейва Шульца 1999                        | Польща | вільна боротьба, до 69 кг | Бронза |
| Олімпійський кваліфікаційний турнір з боротьби 2000 (Лейпциг) | Польща | вільна боротьба, до 69 кг | Бронза |
| Олімпійський кваліфікаційний турнір з боротьби 2000 (Токіо)   | Польща | вільна боротьба, до 69 кг | 11     |
| Олімпійський кваліфікаційний турнір з боротьби 2000 (Мехіко)  | Польща | вільна боротьба, до 69 кг | Бронза |

### Виступи на змаганнях молодших вікових груп
| Змагання                                      | Збірна | Вагова категорія          | Місце |
| --------------------------------------------- | ------ | ------------------------- | ----- |
| Чемпіонат світу з боротьби серед юніорів 1994 | Польща | вільна боротьба, до 63 кг | 6     |
| Чемпіонат світу з боротьби серед молоді 1995  | Польща | вільна боротьба, до 62 кг | 20    |